# Venizel
Venizel est une commune française située dans le département de l'Aisne, en région Hauts-de-France.

## Géographie

### Localisation
Située en fond de vallée de l'Aisne, Venizel est en termes de risque naturel vulnérable aux aléas inondation et coulée de boue.
Les communes limitrophes sont  Acy, Billy-sur-Aisne, Bucy-le-Long et Villeneuve-Saint-Germain.

### Hydrographie
La commune est située dans le bassin Seine-Normandie. Elle est drainée par l'Aisne, le ru Preux et le cours d'eau 01 d'Héricourt,,.
L'Aisne est un  cours d'eau naturel navigable de 256 km de longueur, traversant les cinq départements Meuse, Marne, Ardennes, Aisne, Oise. Elle est un affluent de rive gauche de l'Oise, ce qui fait d'elle un sous-affluent de la Seine. Les caractéristiques hydrologiques de l'Aisne [partielle] sont données par la station hydrologique située sur la commune de Berry-au-Bac. Le débit moyen mensuel est de 35 m3/s. Le débit moyen journalier maximum est de 434 m3/s, atteint lors de la crue du 24 décembre 1993. Le débit instantané maximal est quant à lui de 443 m3/s, atteint le 20 juillet 2021.

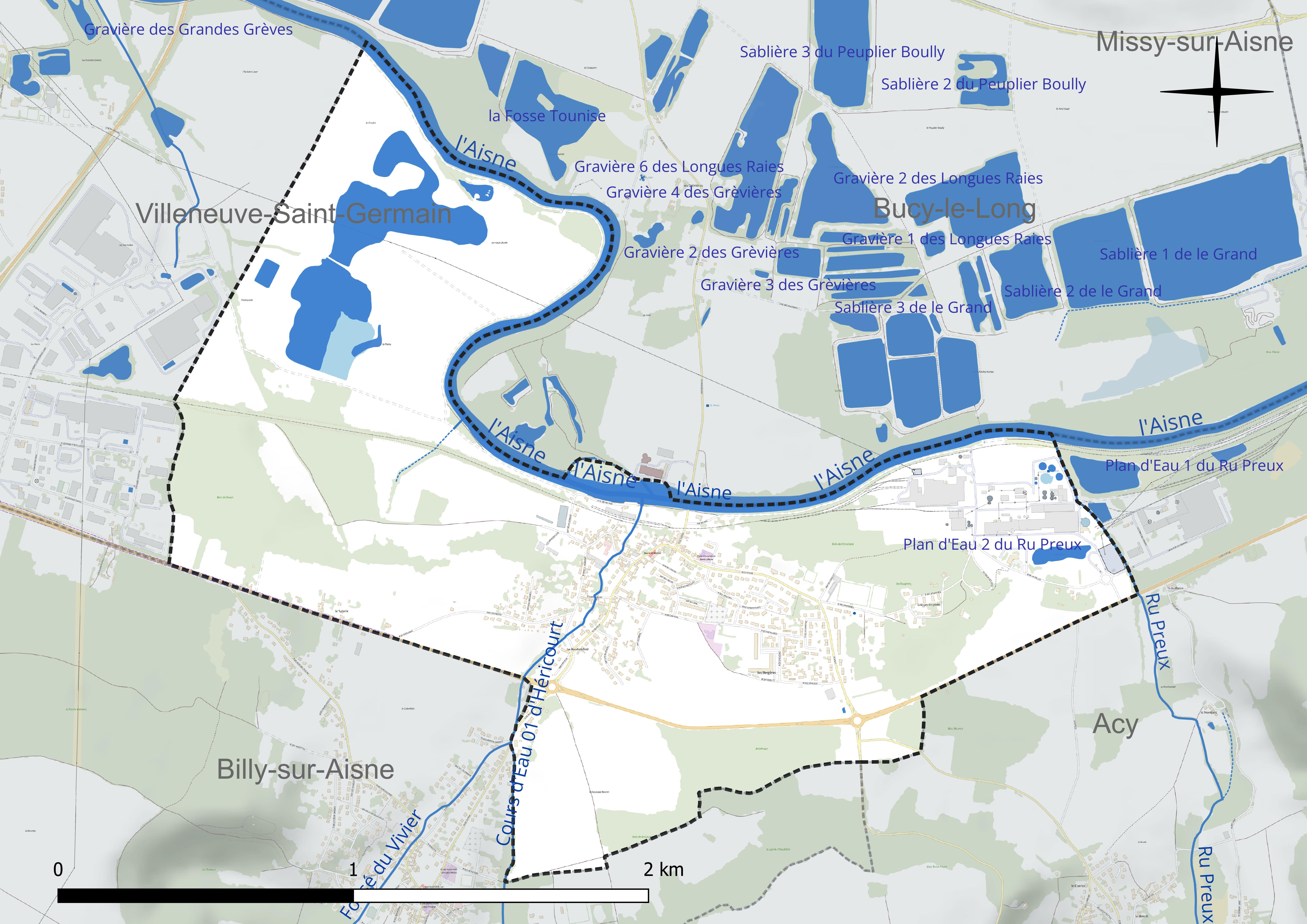
Réseau hydrographique de Venizel.

Un plan d'eau complète le réseau hydrographique : le plan d'eau 2 du Ru Preux (0,8 ha),.

### Climat
Pour des articles plus généraux, voir Climat des Hauts-de-France et Climat de l'Aisne.
En 2010, le climat de la commune est de type climat océanique dégradé des plaines du Centre et du Nord, selon une étude du CNRS s'appuyant sur une série de données couvrant la période 1971-2000. En 2020, Météo-France publie une typologie des climats de la France métropolitaine dans laquelle la commune est exposée à un climat océanique altéré et est dans la région climatique Nord-est du bassin Parisien, caractérisée par un ensoleillement médiocre, une pluviométrie moyenne régulièrement répartie au cours de l'année et un hiver froid (3 °C).
Pour la période 1971-2000, la température annuelle moyenne est de 10,6 °C, avec une amplitude thermique annuelle de 15,2 °C. Le cumul annuel moyen de précipitations est de 712 mm, avec 11,8 jours de précipitations en janvier et 8,8 jours en juillet. Pour la période 1991-2020, la température moyenne annuelle observée sur la station météorologique la plus proche, située sur la commune de Braine à 10 km à vol d'oiseau, est de 11,3 °C et le cumul annuel moyen de précipitations est de 662,7 mm,. Pour l'avenir, les paramètres climatiques de la commune estimés pour 2050 selon différents scénarios d'émission de gaz à effet de serre sont consultables sur un site dédié publié par Météo-France en novembre 2022.

## Urbanisme

### Typologie
Au 1er janvier 2024, Venizel est catégorisée bourg rural, selon la nouvelle grille communale de densité à 7 niveaux définie par l'Insee en 2022.
Elle appartient à l'unité urbaine de Venizel, une agglomération intra-départementale dont elle est ville-centre,. Par ailleurs la commune fait partie de l'aire d'attraction de Soissons, dont elle est une commune de la couronne,. Cette aire, qui regroupe 92 communes, est catégorisée dans les aires de 50 000 à moins de 200 000 habitants,.

### Occupation des sols

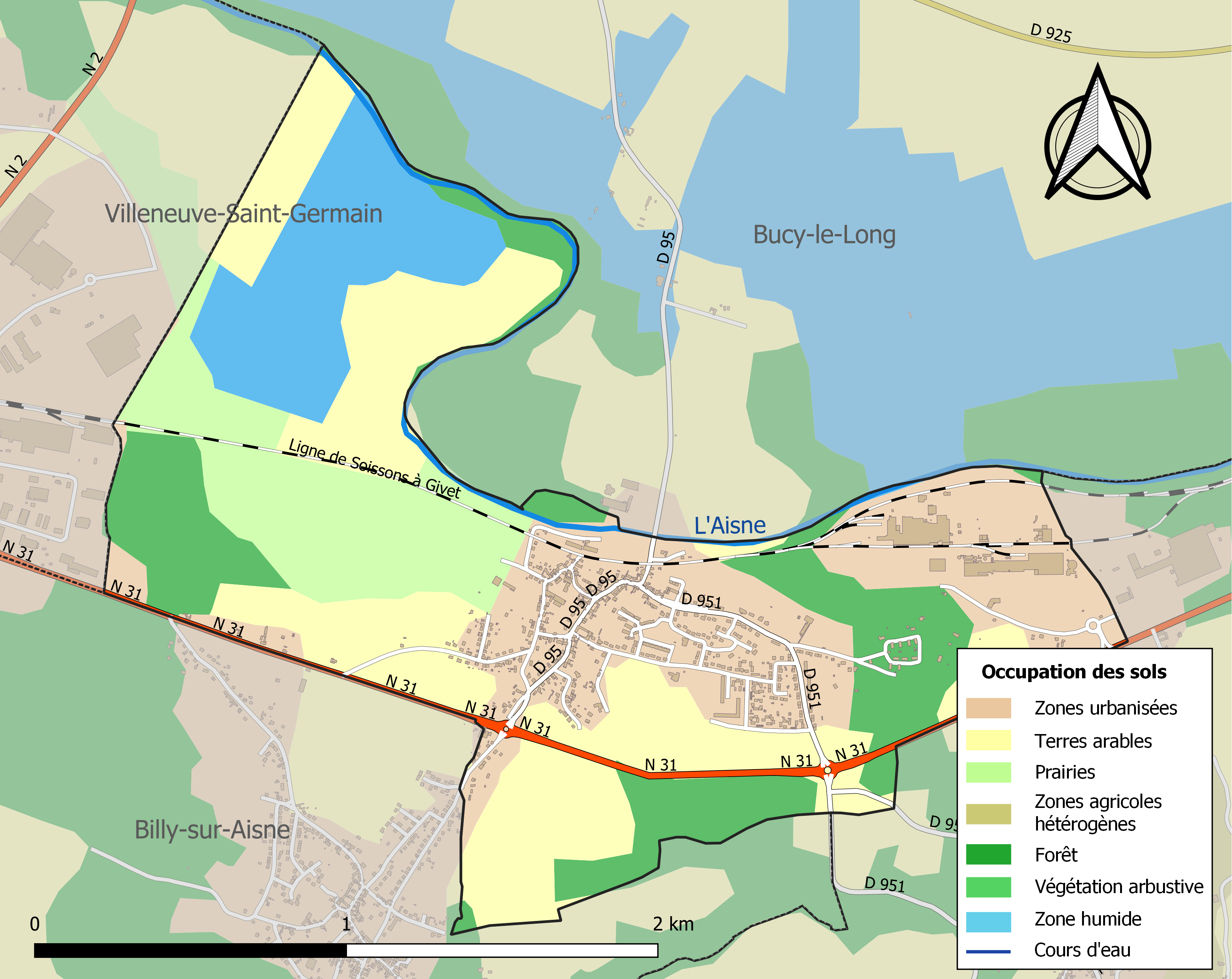
Carte de l'occupation des sols de la commune en 2018 (CLC).

L'occupation des sols de la commune, telle qu'elle ressort de la base de données européenne d'occupation biophysique des sols Corine Land Cover (CLC), est marquée par l'importance des territoires agricoles (43,5 % en 2018), en diminution par rapport à 1990 (56 %). La répartition détaillée en 2018 est la suivante : 
terres arables (30,3 %), forêts (17,5 %), zones urbanisées (17,1 %), prairies (13,2 %), eaux continentales (11,8 %), zones industrielles ou commerciales et réseaux de communication (10 %).
L'évolution de l'occupation des sols de la commune et de ses infrastructures peut être observée sur les différentes représentations cartographiques du territoire : la carte de Cassini (XVIIIe siècle), la carte d'état-major (1820-1866) et les cartes ou photos aériennes de l'IGN pour la période actuelle (1950 à aujourd'hui).

### Habitat et logement
En 2020, le nombre total de logements dans la commune était de 612, alors qu'il était de 588 en 2015 et de 584 en 2010.
Parmi ces logements, 92,5 % étaient des résidences principales, 0,2 % des résidences secondaires et 7,4 % des logements vacants. Ces logements étaient pour 71 % d'entre eux des maisons individuelles et pour 28,8 % des appartements.
Le tableau ci-dessous présente la typologie des logements à Venizel en 2020 en comparaison avec celle de l'Aisne et de la France entière. Une caractéristique marquante du parc de logements est ainsi une proportion de résidences secondaires et logements occasionnels (0,2 %) inférieure à celle du département (3,4 %) et  à celle de la France entière (9,7 %). Concernant le statut d'occupation de ces logements, 58,3 % des habitants de la commune sont propriétaires de leur logement (57,5 % en 2015), contre 61,6 % pour l'Aisne et 57,5 pour la France entière.
| Typologie                                               | Venizel | Aisne | France entière |
| ------------------------------------------------------- | ------- | ----- | -------------- |
| Résidences principales (en %)                           | 92,5    | 86,6  | 82,1           |
| Résidences secondaires et logements occasionnels (en %) | 0,2     | 3,4   | 9,7            |
| Logements vacants (en %)                                | 7,4     | 10,1  | 8,2            |

## Toponymie

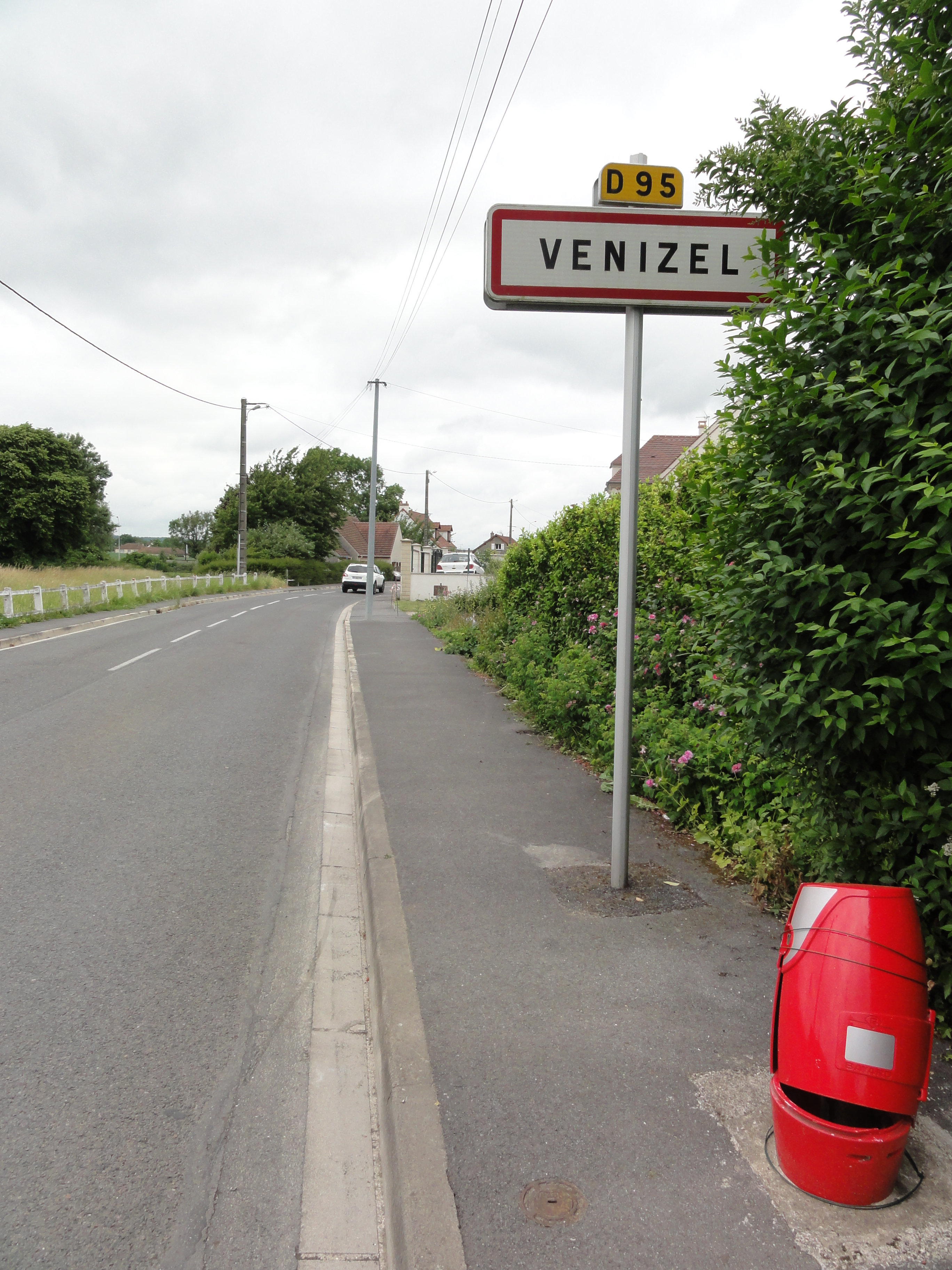
Entrée de Venizel.

Le nom de la localité est attesté sous les formes Venisel (1200) ; In territorio de Vaisnisel (1217) ; Vesnisellum (1232) ; Venisellum (1344) ; Vanizel (1480) ; Vennizel (1562).

## Histoire

### Époque contemporaine
Lors de la Guerre franco-allemande de 1870, le 18 septembre 1870, prévenu par un habitant, un peloton de garde nationaux de Soissons surprend, à Venizel, un détachement d'une vingtaine de Prussiens ; un est tué, les autres sont faits prisonniers.
Au printemps 1915, Venizel est située sur la ligne de front. Les Allemands sont au nord de l'Aisne, l'armée française (94e régiment d'infanterie territoriale) au sud.

## Politique et administration

### Découpage territorial
La commune de Venizel est membre de l'intercommunalité GrandSoissons Agglomération, un établissement public de coopération intercommunale (EPCI) à fiscalité propre créé le 29 décembre 1999 dont le siège est à Cuffies. Ce dernier est par ailleurs membre d'autres groupements intercommunaux.
Sur le plan administratif, elle est rattachée à l'arrondissement de Soissons, au département de l'Aisne et à la région Hauts-de-France. Sur le plan électoral, elle dépend du  canton de Soissons-1 pour l'élection des conseillers départementaux, depuis le redécoupage cantonal de 2014 entré en vigueur en 2015, et de la quatrième circonscription de l'Aisne  pour les élections législatives, depuis le dernier découpage électoral de 2010.

### Administration municipale
| Période                                  | Période                        | Identité                 | Étiquette     | Qualité                                                               |
| ---------------------------------------- | ------------------------------ | ------------------------ | ------------- | --------------------------------------------------------------------- |
| Les données manquantes sont à compléter. |                                |                          |               |                                                                       |
|                                          |                                |                          |               |                                                                       |
| juin 1995                                | avril 2010                     | Jean Morel               | Apparenté PCF | ancien président du conseil de prud'hommes de Soissons Démissionnaire |
| avril 2010                               | En cours (au 30 novembre 2023) | Stéphanie Lebée-Lemaitre | EELV          | Contremaître ou agent de maîtrise Réélue pour le mandat 2020-2026,    |

## Équipements et services publics

### Enseignement
- École maternelle.
- École élémentaire René-Lefèvre.

## Démographie
L'évolution du nombre d'habitants est connue à travers les recensements de la population effectués dans la commune depuis 1793. Pour les communes de moins de 10 000 habitants, une enquête de recensement portant sur toute la population est réalisée tous les cinq ans, les populations de référence des années intermédiaires étant quant à elles estimées par interpolation ou extrapolation. Pour la commune, le premier recensement exhaustif entrant dans le cadre du nouveau dispositif a été réalisé en 2006.

En 2022, la commune comptait 1 333 habitants, en évolution de −3,12 % par rapport à 2016 (Aisne : −1,97 %, France hors Mayotte : +2,11 %).
| 1793 | 1800 | 1806 | 1821 | 1831 | 1836 | 1841 | 1846 | 1851 |
| ---- | ---- | ---- | ---- | ---- | ---- | ---- | ---- | ---- |
| 136  | 183  | 482  | 170  | 201  | 201  | 220  | 240  | 223  |

| 1856 | 1861 | 1866 | 1872 | 1876 | 1881 | 1886 | 1891 | 1896 |
| ---- | ---- | ---- | ---- | ---- | ---- | ---- | ---- | ---- |
| 228  | 265  | 251  | 241  | 247  | 269  | 280  | 280  | 310  |

| 1901 | 1906 | 1911 | 1921 | 1926 | 1931 | 1936 | 1946 | 1954 |
| ---- | ---- | ---- | ---- | ---- | ---- | ---- | ---- | ---- |
| 356  | 382  | 353  | 342  | 487  | 529  | 551  | 481  | 575  |

| 1962 | 1968  | 1975  | 1982  | 1990  | 1999  | 2006  | 2011  | 2016  |
| ---- | ----- | ----- | ----- | ----- | ----- | ----- | ----- | ----- |
| 758  | 1 532 | 1 651 | 1 461 | 1 522 | 1 462 | 1 392 | 1 345 | 1 376 |

| 2021  | 2022  | - | - | - | - | - | - | - |
| ----- | ----- | - | - | - | - | - | - | - |
| 1 348 | 1 333 | - | - | - | - | - | - | - |

## Économie
La commune accueille  une papeterie-cartonnerie en 1924. Cette usine, installée en fond de vallée le long de Aisne à l'est de la commune, appartient au groupe espagnol SAICA.
Son potentiel de production est renforcé en 2008 par des investissements (60 millions d'euros) notamment destinés à accroître la production de papier de faible grammage et à sortir du « classement » Seveso en évitant de recourir à certains produits chimiques ; et un projet d'installation d'une chaudière biomasse (60 à 65 millions d'euros), après que son concurrent finlandais UPM-Kymmene eut investi 80 millions d'euros dans une chaudière-bois à la Chapelle Darblay à Grand-Couronne, près de Rouen qui produit du papier journal. L'usine de Venizel fait vivre environ 250 salariés (chiffre 2008).
En 2008, la filiale Saica France dispose d'une vingtaine d'usines en France (carton, papier, façonnage) dont trois sont en Picardie (550 salariés), l'autre cartonnerie étant basée à Doullens dans la Somme.
En 2017, SAICA Paper est présent dans sept pays européens via une centaine de sites de production (dont quatorze en France où il fabrique à Venizel du papier recyclé (environ 250 000 t/an soit 60 % de la production du groupe en France). Il produit pour cela 475 000 tonnes/an de vapeur via deux chaudières bi-combustibles (gaz et biogaz fourni par un méthaniseur à partir de la station d'épuration de l'usine).
Un projet de chaudière biomasse étudié depuis 2008 est confirmé en 2013, l'entreprise ayant attendu que la législation soit favorable, grâce notamment à un appel à projets BCIAT « Biomasse chaleur industrie agriculture tertiaire » en janvier 2016 qui a permis un co-financement État-Région-Europe ; la chaudière est opérationnelle en 2018 ; l'objectif de ce projet est de réduire la facture énergétique de l'usine (environ 11 millions d'euros/an vers 2017) et de valoriser 25 000 tonnes de refus de pulpeurs qui chaque année partaient en décharge. C'est l'Autrichien BERTSCHenergy qui fabrique la chaudière (42,5 MW, 342 °C, vapeur à 46 bars pour un débit de combustible de 56,7 t/h) conçue pour être alimentée en  bois issu du recyclage comme combustible principal (80 % stockés dans un silo de 2 500 m3) et en déchets de pulpeurs (20 %) qui, mélangés à des fibres de bois, forment un combustible solide de récupération (CSR). 101 500 t/an de déchets sont ainsi valorisés en chaleur. Les gaz et fumées sont traités par voie sèche (hydroxyde de calcium pour désacidification) et charbon actif (métaux lourds, organochlorés…) via des filtres à manches. Avec 24 000 tep par an selon le directeur de l'usine Renaud Guilianelli, ce sera la plus grosse chaudière de ce type en France. Un réseau de chaleur alimente aussi les installations voisines de SAICA PACK. Selon Valor'Aisne, la chaufferie pourrait intégrer dans son combustible 10 à 12 000 tonnes de bois de classe B collecté par des déchetteries axonaises. Cela nécessitera de broyer le bois avant de le livrer à Saica.

## Culture locale et patrimoine

### Lieux et monuments

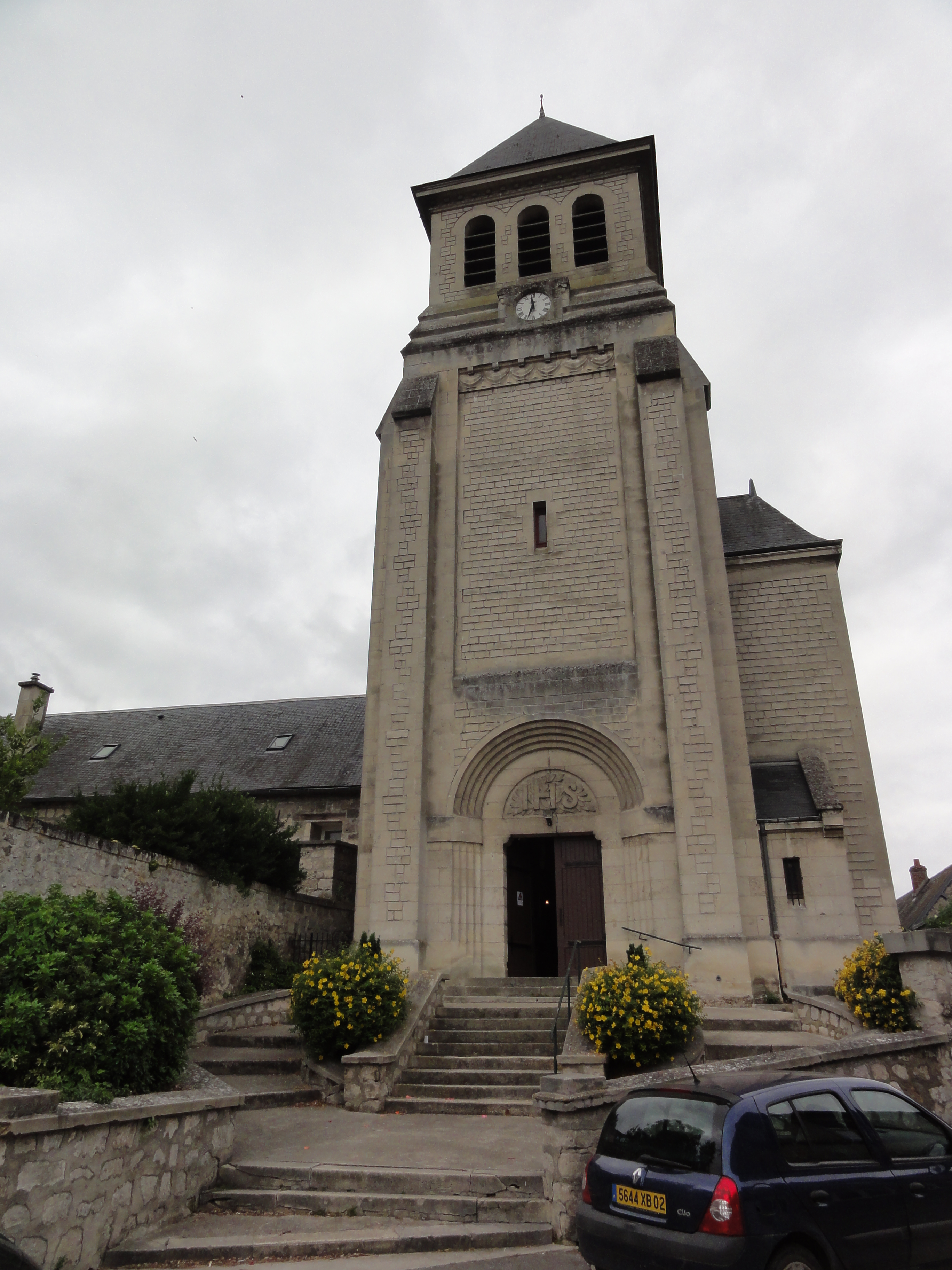
Église Saint-Crépin-et-Saint-Crespinien.

- Église Saint-Crépin et Crépinien de Venizel.

### Personnalités liées à la commune
- Jean-Étienne Lallier (1816-1892),  inventeur et constructeur français, et notamment l'un des premiers constructeurs de la célèbre moissonneuse-lieuse[pourquoi ?]
- René Lefèvre (1903-1972), aviateur français. Comptant parmi les pionniers de l'aviation, il est célèbre pour sa participation comme second pilote au vol de l'Oiseau Canari en juin 1929, marquant la première traversée française de l'Atlantique Nord, dans le sens Ouest-Est, y est né. L'école de la commune porte son nom.